# ألاستير مورغان
ألاستير مورغان (بالإنجليزية: Alastair Morgan)‏ هو دبلوماسي بريطاني، ولد في 28 مايو 1958 في كامبرلي في المملكة المتحدة.